# Розоліна
Розоліна (італ. Rosolina, вен. Rosołina) — муніципалітет в Італії, у регіоні Венето, провінція Ровіго.
Розоліна розташована на відстані близько 360 км на північ від Рима, 45 км на південь від Венеції, 36 км на схід від Ровіго.
Населення — 6468 осіб (2014).
Щорічний фестиваль відбувається 16 серпня. Покровитель — Sant'Antonio di Padova.

## Демографія
Населення за роками:

Станом на 1 січня 2023 року в муніципалітеті офіційно проживало 397 іноземців з 41 країни, серед них 131 громадянин країн Євросоюзу та 19 громадян України.

## Сусідні муніципалітети
- Кіоджа
- Лорео
- Порто-Віро